# Mislukte wapendropping bij Lunteren
In de nacht van 8 op 9 maart 1945 vond er een mislukte wapendropping plaats bij Lunteren. Tijdens en kort na de actie arresteerde de Duitse bezetter 19 personen, waarvan 16 personen enkele dagen later werden geëxecuteerd en een zelf een einde aan zijn leven maakte.

## Voorgeschiedenis

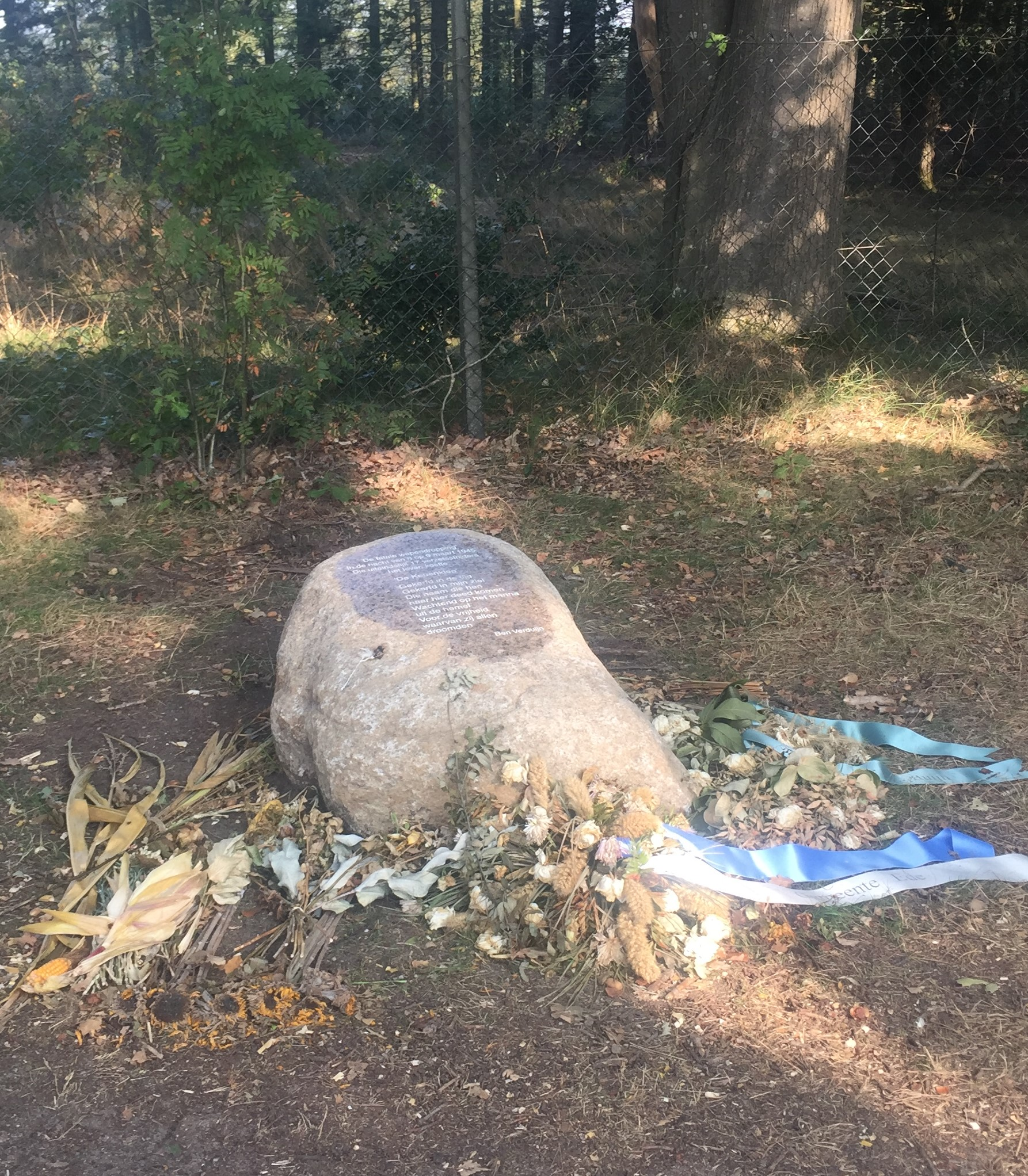
In september 2020 kwam er een monument aan de Immenweg in het buitengebied van Lunteren

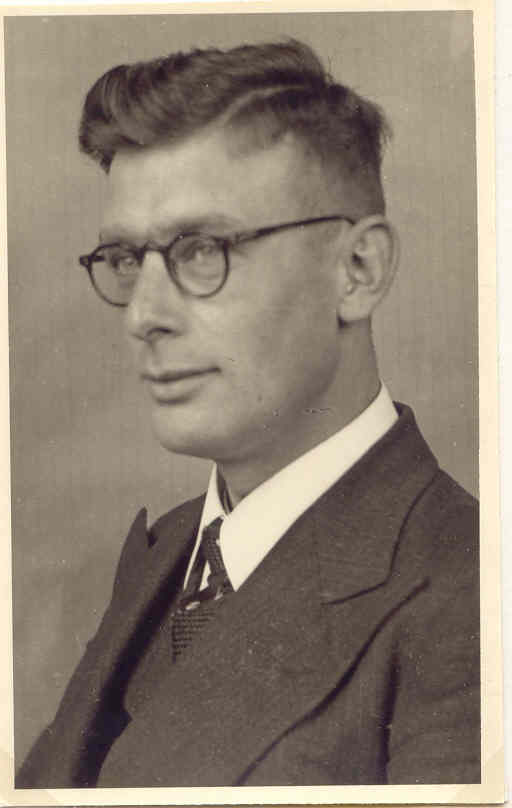
Rijk Tigelaar

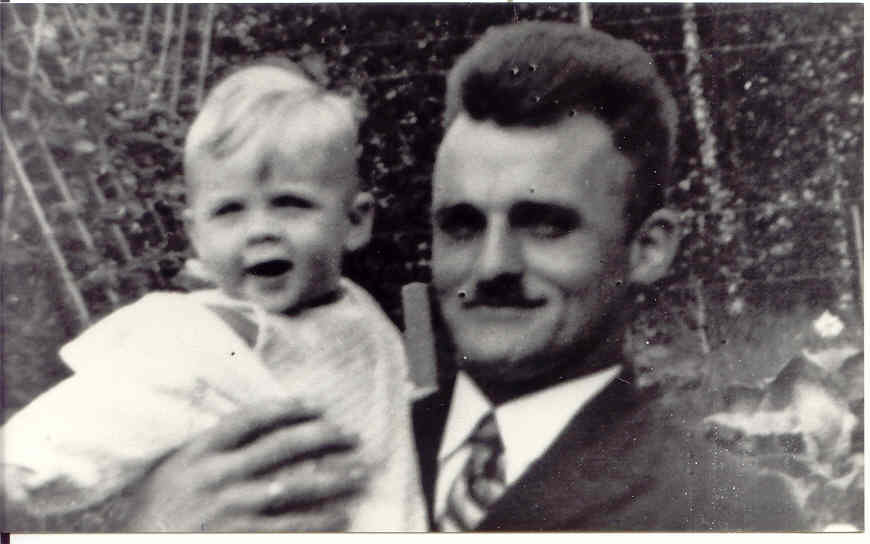
Cornelis Verduijn met zoon

In de nacht van 2 op 3 maart 1945 had een Canadese viermotorige bommenwerper wapens, voorraden en twee geheim agenten, te weten Jan van der Weijden en Rein Bangma, gedropt bij De Keuenklep ten noorden van de Immenweg bij Lunteren. Twee van de vier radiopakketten werden niet gevonden, waardoor Van der Weijden geen contact kon maken met Engeland. Een paar dagen later werd er over de radio gevraagd of hetzelfde terrein geschikt zou zijn voor een nieuwe dropping. 
De leiding van het verzet in Ede twijfelde, mede doordat het vliegtuig bij de laatste dropping haar boordlampen had gebruikt, wat de kans op ontdekking had vergroot. De Sicherheitsdienst had na de Slag om Arnhem haar regionale hoofdkantoor verplaats van Arnhem naar Lunteren. Daarnaast waren er in Ede, Lunteren en Harskamp Duitse legeronderdelen ondergebracht. De kans dat een laagvliegende bommenwerper die met boordlichten rondvloog werd gespot was aanzienlijk. Vooral Evert Jan van Spankeren was fel tegenstander van een nieuwe dropping op hetzelfde terrein. Hij stelde voor het terrein een aantal dagen in de gaten te houden. De verzetsleiding ging daarmee akkoord, maar eiste wel dat zijn groep de mensen daarvoor zou leveren.
In de nacht van 7 op 8 maart hielden een vijftal leden van de groep van Van Spankeren ("groep-De Vries") het droppingsterrein inderdaad in te gaten. Zij werden op 8 maart afgelost door Pieter de Geest, Derk van Gestel, Rinus Pol, Rijk Tigelaar en Cornelis Verduijn. Intussen had Derk Wildeboer, hoofd van het Edese verzet, zich door enkele stafleden en de geheim agent François Beckers laten overhalen om toch aan Londen door te seinen dat de dropping doorgang kon vinden. Nog op 8 maart kwam het bericht dat de dropping diezelfde nacht zou worden gehouden, waarna een aantal vrouwelijke koeriersters er op uit werd gestuurd om de verschillende verzetsgroepen te waarschuwen. Een aantal leden van de groep-Maanderbuurt en de gehele groep-Van Spankeren weigerden om mee te werken. Van Spankeren zelf zat elders ondergedoken en kon door zijn vrouw niet op tijd bereikt worden. De leden van de groep-Van Spankeren die de wacht hielden bij het droppingsterrein waren niet blij dat de dropping - tegen de afspraken in - toch doorging, maar werkten wel mee.

## Dropping
Bij de dropping waren ongeveer 45 man betrokken. De leiding was in eerste instantie in handen van Menno de Nooij, wiens broer Paul ook aanwezig was. Later werd het bevel overgenomen door Jan Rietveldt. De deelnemers kwamen van de verschillende BS-afdelingen: Ede, Maanderbuurt, Bennekom, Lunteren en vijf man van de groep-De Vries. Op de avond van 8 maart 1945 viel het de landwachter Hendrik Jonker die aan de Goorsteeg woonde, en diens vriend Klaas Dekker, op dat er veel personen onderweg waren op de normaal nogal rustige weg. Zij waarschuwden de Ortskommandant van Lunteren - die er meteen patrouilles op uitzond - om de toegangswegen naar het gebied af te grendelen. 
Na afloop van de dropping arresteerden zij vijf man van de groep uit Ede-dorp; vier van de groep Van Spankeren en vijf leden van de groep uit Bennekom. Piet Rombout slaagde er in eerste instantie in te ontsnappen, maar werd een dag later alsnog aangehouden. De verzetslieden die er wel in waren geslaagd het gebied te verlaten, maakten zich na afloop ongerust over het lot van de anderen. Jo Kelderman werd er vanuit Lunteren op uit gestuurd op poolshoogte nemen, maar werd vervolgens zelf ingerekend. Jan van Ewijk en Barend van Geerenstein, twee leden van de groep uit Lunteren, hadden de benen genomen nadat zij schoten hoorden. Een dag later gingen zij terug om het paard en wagen op te halen, waarmee de wapens zouden worden vervoerd. Daarbij werden ze alsnog ingerekend.
Aan Duitse zijde waren onder andere Ries Jansen, Friedrich Enkelstroth en Arno Huhn bij de actie betrokken.

## Nasleep
Alle arrestanten werden overgebracht naar De Wormshoef in Lunteren. De wapenvervoerders Van Ewijk en Van Geerenstein werden ongeboeid in de naburige Villa de Eekhorst onder gebracht. Zij slaagden er op 15 maart in om te ontsnappen en waarschuwden daarop andere verzetslieden in Ede en omgeving. Van Geerenstein verloor een maand later alsnog het leven door een granaatinslag. Piet Rombout deed nog een poging te ontvluchten, maar werd daarbij neergeschoten en vervolgens met geweld ondervraagd. Naar aanleiding van de verhoren werd Gerrit Boonzaaijer gearresteerd, omdat hij ergens een wapenbergplaats zou hebben. Dat was inderdaad zo geweest, maar die wapens waren op het moment van arrestatie allang verplaatst naar elders.
Het Edese verzet wilde in eerste instantie een bevrijdingspoging wagen. Zij vroegen aan de geallieerden om de De Wormshoef te mitrailleren. Van de ontstane verwarring zou het verzet gebruik maken om de wachtposten en aanwezige SD-ers uit te schakelen. Een afwijzing van het verzoek was voor Derk Wildeboer, het plaatselijke hoofd van de Binnenlandse Strijdkrachten, genoeg reden om niet over te gaan tot actie. Bovendien was er de vrees dat de Duitsers zeer zware repressailemaatregelen zouden nemen, zoals bijvoorbeeld in Putten was gebeurd, waar na een aanslag door het verzet 661 mannen op transport waren gesteld.
Uit vrees voor een eventuele bevrijdingsactie werden de verzetslieden na de ontsnapping snel overgebracht naar Kamp Amersfoort. Piet Rombout maakte daar zelf een einde aan zijn leven. Op 20 maart werden tien gevangenen in Amersfoort geëxecuteerd als represaillemaatregel voor de geslaagde aanslag op de Duitsgezinde politieman Diederik Lutke Schipholt. In 1946 is hiervoor het monument Appelweg opgericht. De zes anderen werden op dezelfde dag in Loosdrecht gefusilleerd omdat daar kort tevoren een Duitse onderofficier was doodgeschoten.

## Slachtoffers
- Gerrit Boonzaaijer
- Bart van Elst
- Cornelis Garritsen
- Piet de Geest
- Dirk van Gestel
- Jo Kelderman
- Max Lugthart
- Jan Mekking
- Ferdi Rombout

- Piet Rombout
- Folkert Roosjen
- Peter Roseboom
- Rijk Tigelaar
- Barend Veenendaal
- Elbert Veenendaal
- Cornelis Verduijn
- Hielke van Vliet